# 科拉蒂
科拉蒂（Koratty），是印度喀拉拉邦Thrissur县的一个城镇。总人口17463（2001年）。

## 人口
该地2001年总人口17463人，其中男性8605人，女性8858人；0—6岁人口1751人，其中男900人，女851人；识字率85.10%，其中男性为86.33%，女性为83.90%。